# Île Yule
L'île Yule est une île de Papouasie-Nouvelle-Guinée située en mer de Corail.

## Géographie
Elle se situe en province centrale à 160 km de Port Moresby. 

## Histoire

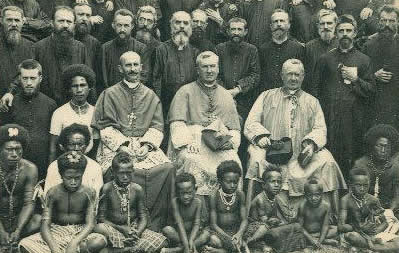
Missionnaires et habitants de l'île Yule vers 1902

L'île Yule est une des premières régions de la province centrale à avoir eu contact avec les Européens. Des missionnaires catholiques s'y sont installés en 1885, notamment Henri Verjus, et y sont encore présents. Alain de Boismenu y a mené une mission 1900 à 1945.
En 1949, le poète australien James McAuley (en) visite la mission de l' île Yule. L'impression spirituelle profonde qu'il y ressent contribue à sa conversion au catholicisme.

## Faunes
L'île Yule est entouré de récifs coralliens. 
Plusieurs espèces d'araignées sont endémiques à l'île comme :
- les salticidae Salticus perogaster et Plexippus brachypus;
- les sparassidae Heteropoda cyanognatha et Pandercetes longipes;
- les thomisidae Misumena arrogans et Stephanopis yulensis.

Dix-neuf espèces d'echinodermata zancléennes y sont aussi répertoriées. 